# أماث مباي
أماث مباي (بالفرنسية: Amath M'Baye) مواليد 14 ديسمبر 1989 في بوردو، هو لاعب كرة سلة فرنسي. بدأ مسيرته الاحترافية في سنة 2013. يلعب مع نيو باسكت برينديزي في ليغا باسكيت الدرجة الأولى. يحمل الرقم 24. يبلغ طوله 6 قدم 9 بوصة (2.1 م).

## روابط خارجية
- أماث مباي على موقع الاتحاد الدولي لكرة السلة (الإنجليزية)
- أماث مباي على موقع الدوري الأوروبي لكرة السلة (الإنجليزية)
- أماث مباي على موقع سبورتس رفرنس (الإنجليزية)
- أماث مباي على موقع كرة السلة الأوروبية.كوم (الإنجليزية)
- أماث مباي على موقع كلية كرة السلة في سبورتس رفرنس.كوم (الإنجليزية)
- أماث مباي على موقع ريلجم (الإنجليزية)
- أماث مباي على موقع بروبوليرز (الإنجليزية)
- أماث مباي على موقع سبورتس رفرنس (الإنجليزية)